# Antônio Teixeira da Rocha

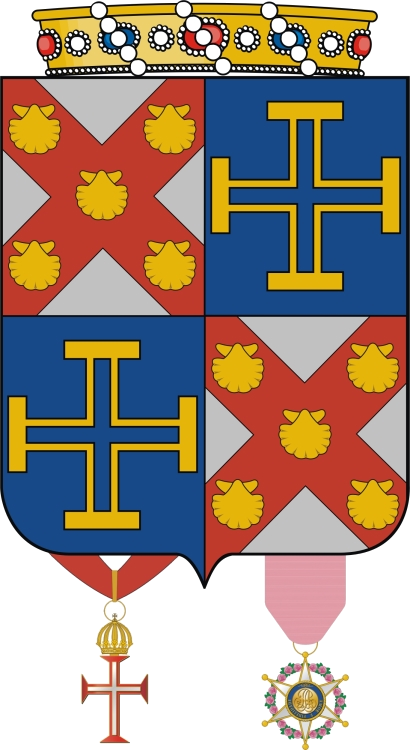
Esquartelado: I e IV - Rocha: de prata, com aspa de vermelho carregada com cinco vieiras de ouro; II e III - Teixeira: de azul com uma cruz potenteia de ouro vazia do campo. Coroa de barão.

Antônio Teixeira da Rocha, primeiro e único barão de Maceió ComC (Maceió, 4 de abril de 1824 —  Rio de Janeiro, 29 de julho de 1886) foi um médico, professor e político brasileiro.
Filho de Manuel Casemiro da Rocha e Joana Maria Conceição Rocha. Formado na Faculdade de Medicina da Bahia, em 1846. Foi professor de histologia na Faculdade de Medicina do Rio de Janeiro e médico da Santa Casa de Misericórdia.
Casou  com Maria Feliciana da Costa Lima e Castro.
Foi deputado geral por Alagoas na 15ª legislatura (1872-1875) era médico da Casa Imperial. Agraciado barão em 29 de julho de 1877, era também comendador da Ordem Militar de Cristo, de Portugal, e de São Gregório Magno, da Santa Sé, e cavaleiro da Imperial Ordem da Rosa.